# Saropogon discus
Saropogon discus là một loài ruồi trong họ Asilidae. Saropogon discus được Walker miêu tả năm 1849. Loài này phân bố ở miền Australasia.